# Tomás Pina
Tomás Pina Isla (Ciudad Real, 14 ottobre 1987) è un ex calciatore spagnolo, di ruolo centrocampista.

## Caratteristiche tecniche
Centrocampista centrale, abile nel recuperare palloni in fase difensiva, inoltre è dotato di buona visione di gioco.

## Carriera

### Club
Dopo aver terminato la sua formazione giovanile al RCD Mallorca, Pina ha fatto il suo esordio nella Primera División, debuttando il 31 gennaio 2010 negli ultimi 10 minuti della partita casalinga persa 1-2 contro lo Xerez CD, subentrando al portoghese Bruno China. Ha trascorso quasi l'intera sua prima stagione professionistica giocando nella squadra delle riserve, in terza divisione.
Il 5 luglio 2013 il Villarreal ufficializza l'acquisto del centrocampista, che firma un contratto quinquennale. Segna il suo primo gol con i sottomarini gialli grazie a un colpo di testa, il quale fissa sul definitivo 3–0 la vittoria contro il Granada.

## Statistiche

### Presenze e reti nei club
Statistiche aggiornate al 5 maggio 2016.
| Stagione          | Squadra           | Campionato        | Campionato | Campionato | Coppe nazionali | Coppe nazionali | Coppe nazionali | Coppe continentali | Coppe continentali | Coppe continentali | Altre coppe | Altre coppe | Altre coppe | Totale | Totale |
| Stagione          | Squadra           | Comp              | Pres       | Reti       | Comp            | Pres            | Reti            | Comp               | Pres               | Reti               | Comp        | Pres        | Reti        | Pres   | Reti   |
| ----------------- | ----------------- | ----------------- | ---------- | ---------- | --------------- | --------------- | --------------- | ------------------ | ------------------ | ------------------ | ----------- | ----------- | ----------- | ------ | ------ |
| gen.- giu. 2010   | Maiorca           | PD                | 1          | 0          | CR              | 0               | 0               | -                  | -                  | -                  | -           | -           | -           | 1      | 0      |
| 2010-2011         | Maiorca           | PD                | 9          | 0          | CR              | 2               | 0               | -                  | -                  | -                  | -           | -           | -           | 11     | 0      |
| 2011-2012         | Maiorca           | PD                | 31         | 1          | CR              | 1               | 0               | -                  | -                  | -                  | -           | -           | -           | 32     | 1      |
| 2012-2013         | Maiorca           | PD                | 36         | 0          | CR              | 1               | 0               | -                  | -                  | -                  | -           | -           | -           | 37     | 0      |
| Totale Mallorca   | Totale Mallorca   | Totale Mallorca   | 77         | 1          |                 | 4               | 0               |                    | -                  | -                  |             | -           | -           | 81     | 1      |
| 2013-2014         | Villarreal        | PD                | 35         | 2          | CR              | 4               | 0               | -                  | -                  | -                  | -           | -           | -           | 39     | 2      |
| 2014-2015         | Villarreal        | PD                | 22         | 0          | CR              | 8               | 0               | UEL                | 9                  | 1                  | -           | -           | -           | 39     | 1      |
| 2015-2016         | Villarreal        | PD                | 27         | 0          | CR              | 2               | 0               | UEL                | 7                  | 1                  | -           | -           | -           | 36     | 1      |
| Totale Villarreal | Totale Villarreal | Totale Villarreal | 84         | 2          |                 | 14              | 0               |                    | 16                 | 2                  |             |             |             | 114    | 4      |
| Totale Carriera   | Totale Carriera   | Totale Carriera   | 161        | 3          |                 | 18              | 0               |                    | 16                 | 2                  |             | -           | -           | 195    | 5      |